# Mentor Zhubi
Mentor Zhubi (ur. 1 maja 1984 w Prisztinie) – szwedzki piłkarz i futsalista pochodzenia kosowskiego, w 2012 roku dołączył do szwedzkiej reprezentacji w futsalu.